# Myriostoma coliforme
Myriostoma coliforme of peperbus is een in Nederland vrij zeldzame paddenstoel met 5 tot 12 stervormig uitgespreide slippen en een bolletje waarin de sporen zitten. De buikzwam is de enige soort van het geslacht Myriostoma en nauw verwant aan het geslacht Aardster (Geastrum) binnen de gemeenschappelijke familie Geastraceae. Door de vele sporenopeningen in het bolletje en de steeltjes onder het bolletje is de peperbus goed van andere aardsterren te onderscheiden.
De peperbus is internationaal wijdverbreid maar toch zeer zeldzaam omdat de soort in heel kleine aantallen voorkomt en soms jarenlang niet wordt waargenomen. De soort staat in 12 Europese landen op de Rode Lijst. Onder de Conventie van Bern komt de peperbus voor op de lijst met 33 van de meest bedreigde paddenstoelen van Europa. Binnen Europa zijn de groeiplaatsen in Nederland van groot belang voor het voorkomen van de soort.

## Verspreiding
De peperbus komt in Nederland vrijwel alleen in de kalkrijke duinen voor en is op de Nederlandse rode lijst in 1989 aangemerkt als "bedreigd" en in 2008 als "kwetsbaar". De soort was al jaren bekend in de duinen tussen Wassenaar en IJmuiden, maar wordt sinds 2005 ook steeds meer noordelijk van het Noordzeekanaal gevonden in het Noordhollands Duinreservaat. In de kalkarme Schoorlse duinen ten noorden van Bergen komt Myriostoma soms langs schelpenpaden voor. De soort is ook aan de Zeeuwse kust te vinden, maar alleen op Walcheren. De vindplaatsen liggen in de duinen bij Oostkapelle, Vrouwenpolder en Klein Valkenisse en sinds 2012 ook bij Zoutelande.

## Ecologie
De peperbus voelt zich thuis op droge plaatsen in de kalkrijke duinen, op oostelijke en zuidoostelijke hellingen en aan de randen van loofbossen en struwelen van meidoorn, duindoorn of kardinaalsmuts. In het Noordhollands Duinreservaat worden ze vaak onder iepen aangetroffen. De groeiplaats heeft meestal een dunne laag snel verterend strooisel en een ijle begroeiing van gewone planten. Hier groeien de peperbussen regelmatig in gezelschap van andere aardstersoorten. De periode van fructificatie is september tot en met november.

## Naamgeving
Vanwege de vele stuifopeningen in het bolletje lijkt deze paddenstoel op een peperbus. Ook internationaal is de soort algemeen bekend als salt-and-pepper shaker earthstar of pepperpot.

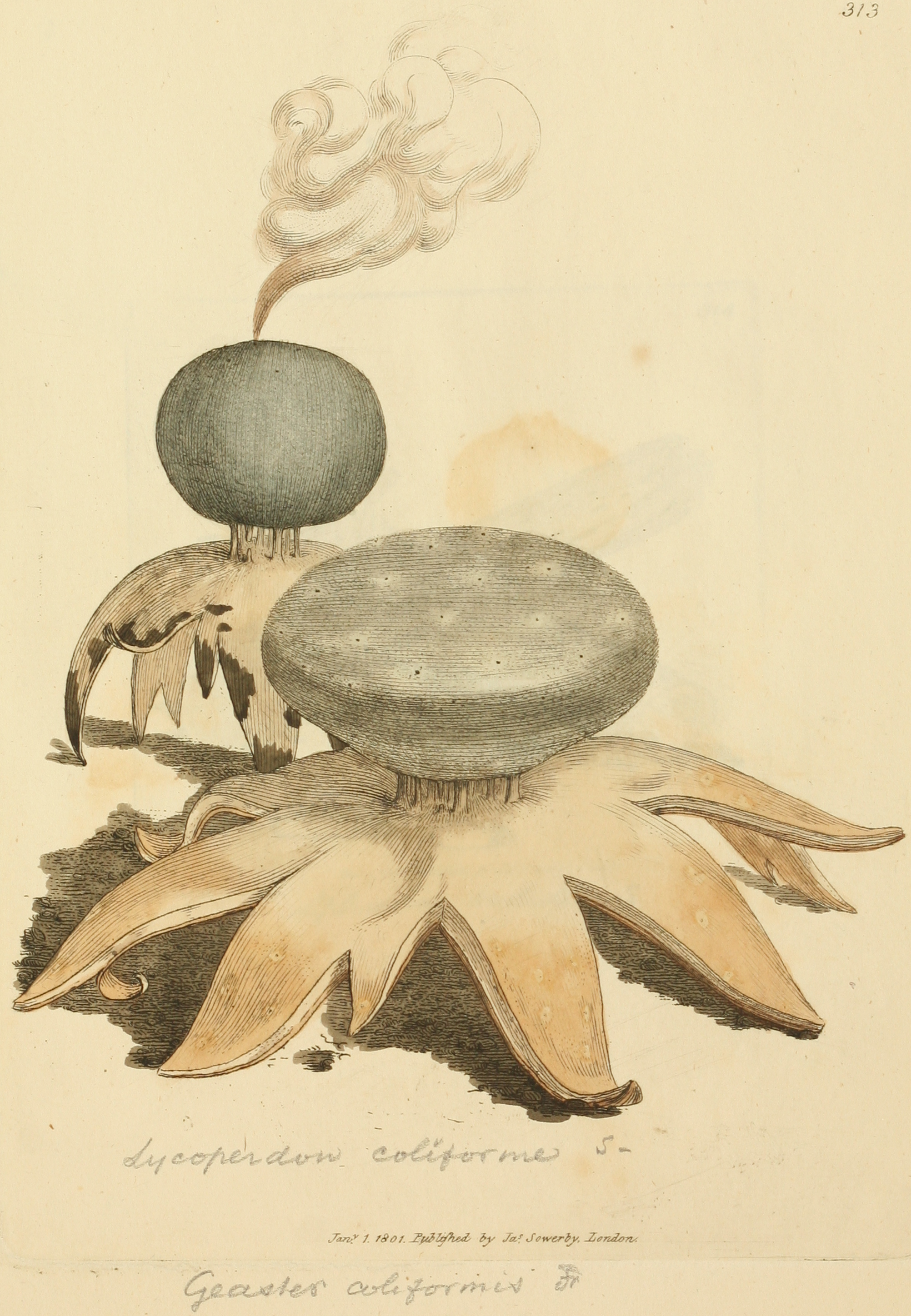
Illustratie uit James Sowerby's Coloured Figures of English Fungi or Mushrooms (1803)